# イーストボーンの悲劇
イーストボーンの悲劇（イーストボーンのひげき）とは、1860年にイギリス・イーストボーンで15歳の少年（資料によっては13歳、14歳の記述あり）が教師トーマス・ホープリーの手にかかって死亡した事件に関する判例である。ホープリーは言うことをきかない少年を指導するために体罰を行っていたが、結果的に殴り殺してしまった。
少年の兄が検視を求めたため、死因審問が行われた。その結果、ホープリーは殺人の疑いで逮捕された。ホープリーは裁判で正当な指導であったとして無罪を主張したが、有罪・懲役4年を宣告された。裁判はヴィクトリア朝時代のマスコミにセンセーショナルに扱われ、学校での体罰についての議論を促進した。釈放されたホープリーは、離婚裁判の後に公の記録からは姿を消した。この判例は学校での体罰やしつけの限度に関する議論のための、イギリスにおける重要な判例となった。

## 背景
事件当時41歳だったホープリーは、イーストボーンにある私立のボーディングスクールの教師だった。ホープリーには教養があり、イギリス海軍外科医を父にもち、兄弟には芸術家がいる。家庭はかなり裕福であり、ホープリーとその妻は数人の使用人を雇っていた。詩人のアルジャーノン・チャールズ・スウィンバーンはホープリーを「高い志をもつ申し分のない性格の人」と評している。ホープリーは当時の多くの教育理論家と同様に「ユートピア的な」教育を理想としていた。ホープリーは「Lectures on the Education of Man」（人間教育の講義）、「Help towards the physical, intellectual and moral elevation of all classes of society」（社会のすべての階級の人の身体的・知的・道徳的向上を手助けする）、「Wrongs which cry out for redress」（補償を必要とする不正）といった教育問題や児童労働の廃止を主唱する小論文を書いている。
1859年10月、ホープリーは「教育不可能と匙を投げられた」「血気盛んな」少年を教育するため、180ポンドを受給していた（1860年当時の公立小学校の男性教諭の平均年俸は 94ボンド）。少年はサリーの裁判官の息子だった。少年は以前は他の私立学校に通い、家庭教師の教育も受けていた。少年は現代からの分析では「水頭症」であり「無感動で愚鈍」であったとされ、よい生徒ではなかった。失敗しつづける少年のことを、ホープリーはその頑固さのせいだと考えた。1860年4月18日、ホープリーは少年の父に「厳しい懲罰」を行うことの許可を頼み、その2日後に許可を得た。ホープリーは体罰で使用されるムチをもっていなかったため、縄跳びの縄とステッキで代用した。

## 死
少年は4月22日の朝、寝室で死亡しているところを発見された。手と足に長い靴下と手袋を着用していて、顔以外はすべて隠されている状態だった。ホープリーの知人である医師は、少年が病死であると診断した。ホープリーは少年が心血管疾患で死んでおりすぐに埋葬されなければならない、と主張し、少年の父へ身体の即時切断と埋葬の許可をもとめるための手紙をだし、父は少年の遺体を確認した後に医師の診断を受け入れて埋葬に同意した。
ホープリーの妻が殺された少年の遺体をきれいにしているところを見た、との噂がホープリーの家の使用人の間で広がり始めた。4月25日に少年の兄がサリーからイーストボーンへ来て、少年の死の矛盾に気づいて検視を要請した。ホープリーは、王室の産科医もつとめる有名な医師チャールズ・ロコックに、遺体の調査と病死であることの確認を依頼したが、ロコックは、死の原因はホープリーにあると思っていた。
少年の死因審問が始まり、4月28日に少年の手袋と靴下の中は血にまみれていることが判明した。少年のももは「ゼリー状」になっていて、右足にある2インチの穴などの傷とあざは骨まで届いていたことが検視官により発見された。検視官の発表によると、それらの怪我以外は少年は健康だったとして、心臓を含む内臓に異常は検出されなかった。検視官は、少年は病死ではなく、ホープリーに激しく殴られたことが死因であると結論付けた。調査者に質問された女性使用人は、午後10時から真夜中まで少年が叫んでいるのを聞いていて、その後急に静かになったと証言した。使用人は、少年の寝室の外に残されたホープリーのろうそく台に血痕がついていたことに気づき、少年とホープリーの服を死亡宣告前に洗濯したと証言した。他の2人の使用人も、同じような証言をした。
審問では少年の死因を特定することができなかったが、ホープリーの説明にいくつか矛盾があることを気づかせた。ホープリーは、なぜすぐに医者を呼ばなかったのか、という質問に対して異様な言い訳を行った。また、ろうそく台の血はまめをつぶした手のものである、と説明したが、少年の怪我についての説明は行われなかった。ホープリーは審問に出席しているジャーナリストたちに対して「死亡者の家族感情を逆立てないため」体罰の詳細を報道しないように頼んだとのさらなる疑いが発生した。少年の家族は少年が殴り殺されたことにひどくショックを受け、少年の父は失意のため審問の直後に死んでしまった。

## 裁判

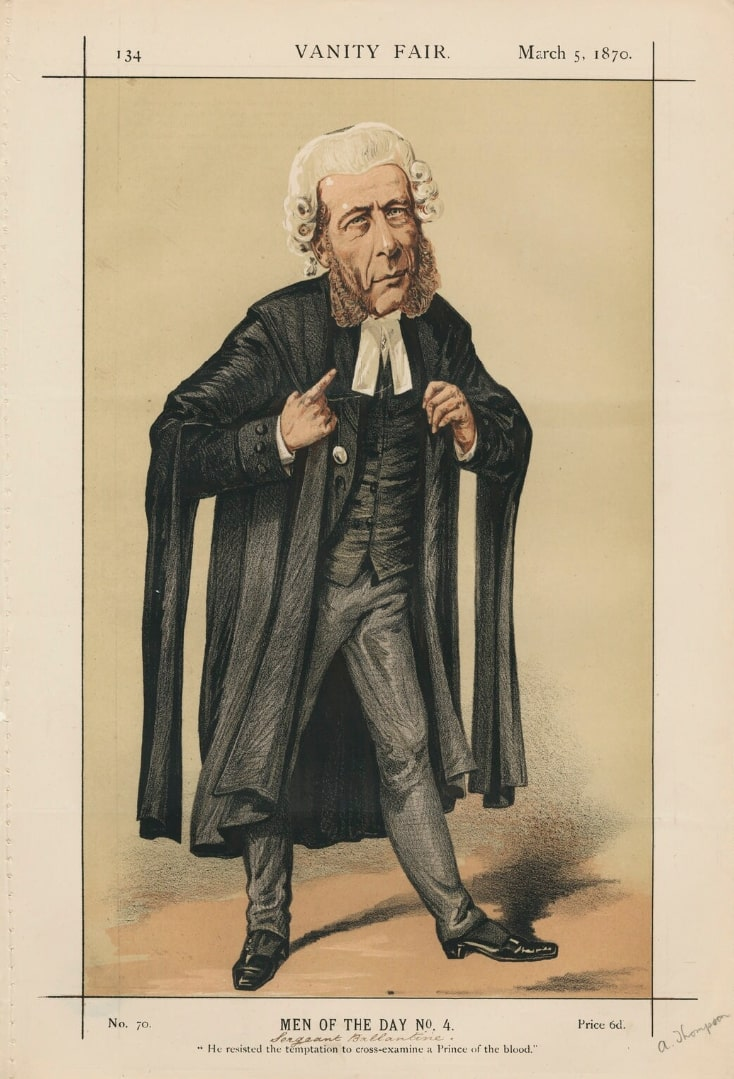
ホープリーの弁護を担当したウィリアム・バレンティンの肖像

ホープリーは5月上旬に逮捕され、7時間の予審の後、6月16日に2,000ポンドの保釈金で釈放された。ホープリーと妊娠中の妻は、アックフィールドで裁判までの期間を過ごした。ホープリーは自身が無実であると信じていた。ホープリーは「Facts Bearing on the Death of ...」（少年の死の真実）と題した小論文を書き始めた。その内容にはホープリーの信念と少年の死としつけを正当化する詳細な説明があり、ホープリーの同僚によって裁判の後で発表された。マスコミはホープリーに対してとても批判的で、殺人罪を適用するよう要求した。また、ホープリーは匿名の市民より多数の嫌がらせの手紙を受け取った。
ホープリーの裁判は1860年7月23日にルイスで行われ、ホープリーの弁護は上級法廷弁護士のウィリアム・バレンティンが担当した。裁判全体を通して、ホープリーは体罰を使うことは気が進まなかったと言った。死ぬ前に殴られて泣き叫び始めた少年に対してホープリーは「少年の頭を胸にあてて彼のために祈った。」またホープリーは、前に注意した学生から暴力はめったに使わない「やさしい」先生だと言われたという証明書を発表した。ホープリーはジョン・ロックの教育論の支持者であると主張し、その内容は極端に頑固なケースを除くと体罰の使用は非難するものだった。ホープリーは、この理論を元に、少年を死に至らしめた打撃は必要なものであったと主張した
少年の死因が病死である可能性はない、と検視官が裁判で証言した。検視官は少年の怪我の詳しい説明を行い、数時間の間暴行され続けたことを述べた。また、少年の頭のくぼみに6から8オンスの液体が溜まっていたことを明らかにし、ホープリーの言うことを少年が拒絶していたのはその液体のせいだと考えた。少年の兄による証言は特に敵対的で、ホープリーにとって不利なもので、ホープリーが質問に対して無意味な返答をしたことについて「罪の容認に等しい」と述べた。他に、ホープリーの家の使用人や、最初に病死であると診断した医師、ホープリーの家の明かりが深夜についているのを見た3人の沿岸警備隊員、地元の警察、町の記録係が証言した。

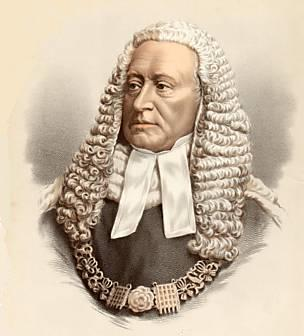
イングランド・ウェールズ最高裁判所長官アレグザンダー・コックバーン

裁判の間でのバレンティン弁護士の行動には失敗があり、また弁護士はホープリーのことを正気でないと思っていた。ホープリーの元生徒たちの証言を集めて、ホープリーが「とても危険性がない」ことを主張したが、法廷でのロコックの証言の正確さにお祝いを述べた。バレンティンは、その夜ホープリーの家にいたもう1人の学生を重要証人として呼ばなかった。その学生は死んだ少年のすぐ近くの寝室に泊まっていたが、少年が亡くなった夜にその部屋からは特に変わった音や悲鳴は聞こえなかったと報告していた。5月11日に2回目の検視を行い「身体の傷だらけの外見は、血友病の症状である」と診断したジョン・エリック・エーリヒゼン教授についても、バレンティンは裁判に呼ばなかった。弁護士が1883年に発表した自伝『Some experiences of a barrister's life』では、センセーショナルに取り扱われた少年の死について「狂った教育制度によって、知的障害をもつ不幸な犠牲者は死ぬまで叩き潰された」と述べている。
ホープリーは故殺（計画殺人ではない）の有罪判決を下された。イングランド・ウェールズ最高裁判所長官のアレグザンダー・コックバーンは、その概要を示した。
イギリスの法では親もしくは親の権威を委任された教師は、子供が凶悪である場合は是正することを目的に穏やかで合理的な懲罰を行うことが認められる。しかし、それが怒りの感情を満足させるためや、子供の体力を超える過剰で不適切な道具を使ったもの、生命と身体に危機を生じるほど長時間行われたもの、それらすべての罰は常軌を逸しており、不適切な暴力であり、それを負わせている人には責任が発生し、死に至った場合は殺人である。
少年の認識力の不足をホープリーは理解した上で、しつけを行わなければならなかった、とコックバーンが話した。
ホープリーはミルバンク刑務所において懲役4年の刑に服することを宣告された。非難された後、ホープリーは次のように記述している。「とても悩んだが、良心はとがめられなかった。私は魂から自分自身を見つめなおしたが、やはり自分自身を非難することはできなかった。…私が無実であることを知っている天国の神様を、静かに見上げた。」ホープリーは、教育者としての義務を果たすためのことなので、その行動は正当だと認められていると思っていた。そして自らを世論の犠牲者だと述べ、「悲劇的な事故は深夜の殺人事件に祭り上げられ、私は不運にも単にイギリスのみでなく文明社会で最も忌まわしい狂人として見られるようになった。」ホープリーは、ロコックが証言をした使用人と共謀して偽証した、と主張する小論文を出版した。

## 反応と余波

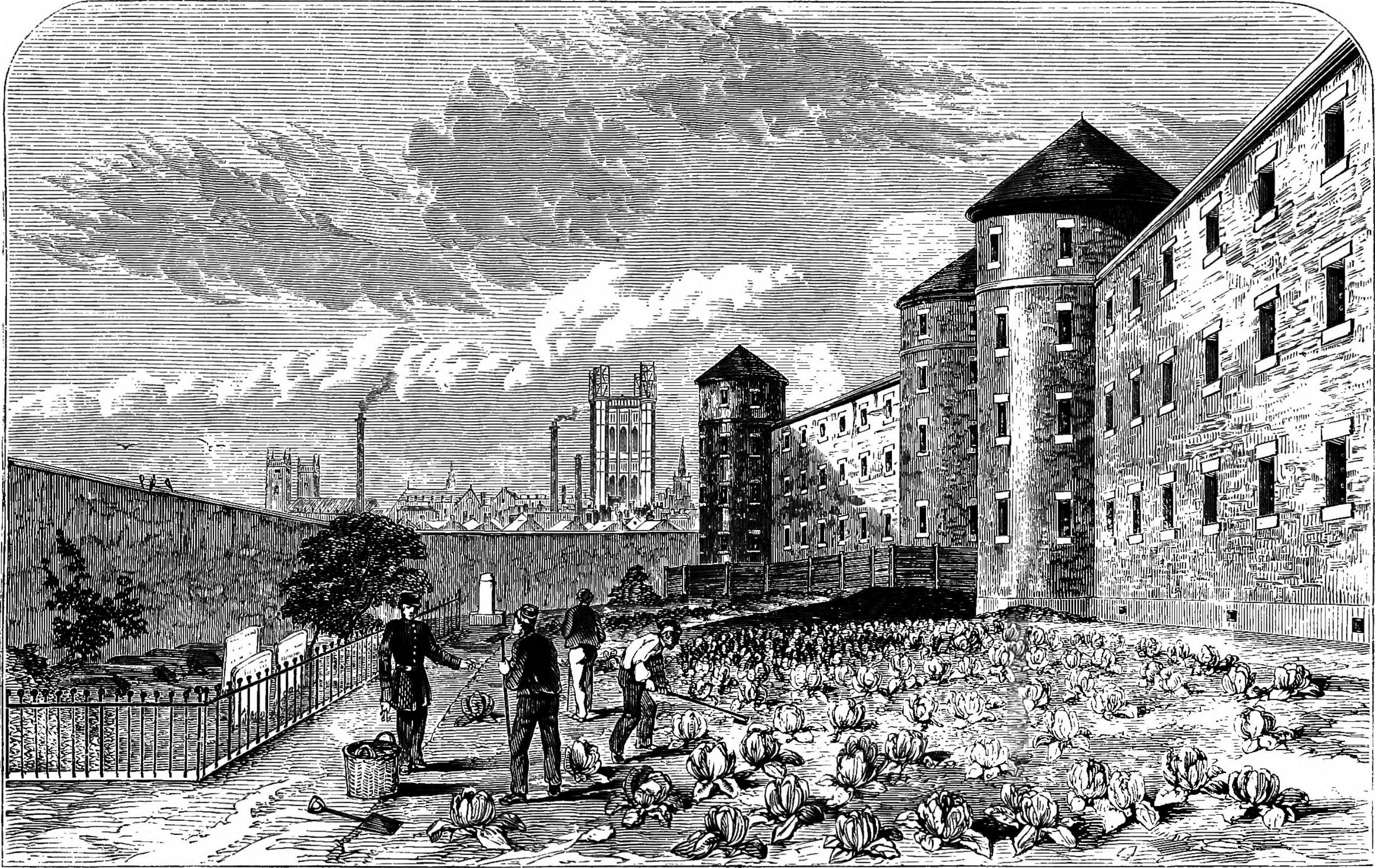
ホープリーが刑に服したミルバンク刑務所

裁判は当時のメディアにとてもセンセーショナルに扱われた。マスコミはホープリーのことを不条理なくらい馬鹿にし、多くの学校教師、特に私立学校の教師を非難した。新聞は、少年の怪我と検視を絵で表して、その死の周りに広まっていた初期の噂を誇張した。少年の死は、広く世間で関心をもたれた初めての体罰死だった。裁判は傍聴希望者により混雑を極めており、始まる1時間前に法廷は入場券を発行した。ホープリーは信念の元に刑務所から教育に関する小論文を少なくとも2冊刊行したが、市民には受け入れられなかった。その直後、マスコミはホープリーが他の女性生徒に対して体罰で腕に火傷をおわせたことを報道し、ホープリーの名声は下がった。
刑務所から釈放されたホープリーは、すぐにセンセーショナルに扱われた離婚裁判に巻き込まれた。ホープリーは妻に愛情がなく虐待をしていた、という理由で妻から離婚を請願された。妻はホープリーが「教育的な実験」のために結婚した、と主張し、ホープリーの教育理論が「狂気の沙汰」であることの証拠だと語った。ホープリーと妻が1855年に結婚したときは、それぞれ36歳と18歳だった。裁判で妻は、ホープリーがしばしば夫婦の3人の子供たちは「第2のキリスト」として育たなければならないと妻に主張していた、と話した。最初の妊娠のころから妻を虐待し、後に脳障害と判明した最初の子供に対しても生まれて数日後に殴り、自分が懲役刑を受けている間は労役所に閉じこもるように言われた、と訴えた。ホープリーは、家族を幸福にするために規則をつくり、妻の愛情を強制していない証拠として収監されている間にラブレターを1組受け取った、と回答した。
陪審は、ホープリーを虐待で有罪だと評決したが、妻はホープリーからの自分への扱いを赦していたと判断した。そのため、裁判官は離婚の理由としては不十分だと決定した。しかし、市民の間で、虐待で有罪となった殺人者と婚姻状態を強制され続けるのはおかしい、判決は不当であるとの声が巻き起こった。伝えられるところでは、妻はホープリーに耐え続けることを避けるため、まもなくイギリスから出発した。
ホープリーは、裁判の後は世間に注目されなくなり、ロンドンで民間の家庭教師となり、1860年代後半には心霊主義に関する小論文を発表した。そして、1876年6月24日に死去した。1960年にタイムズ紙はホープリーのことを「一部の人々が想像していた悪人」ではない、と社説で論じた。ホープリーは逮捕されるときにはブライトンにモデルスクールを建てることを計画中であり、少年を殴った後も学校の図面を調べていた。
1865年、少年の死には成人水頭症と関係があることが医学専門誌により発表された。検視官の発表では少年は既存の病気をもっていなかったとあるにもかかわらず、著者のサミュエル・ウィルクスは少年は水頭症であり、そのため怪我をしやすかった、と述べた。その内容は、検視で発見された少年の脳にあった液体を指しており、その液体の溢出によって身体が虚弱になったと主張したものだった。
このホープリー事件裁判は、1世紀後に体罰が公的に禁止となるまで、体罰についての法律解釈の手本となる実例として使用された。教育学の教授マリー・パーカー＝ジェンキンスによると、ホープリー事件裁判は「19世紀の体罰問題で最も引き合いに出された判例」である。この判例は、一般市民が体罰に対して抗議を促進することが予測されたが、当時の教育雑誌は体罰を禁止する方向へ進むことを拒絶した。ホープリーの弁護に用いられた「正当な指導」という事由はその後もイギリスの体罰事件の被告によって頻繁に使用され、1933年に議員立法された「子供たちを保護する法律」にも取り込まれた。コックバーン判例の「穏やかで合理的」な懲罰の要件は、体罰に対する法的限度として確立され、現在でも法的学問に採用されている。